# شوجی جو
شوجی جو (به ژاپنی: 城彰二) بازیکن فوتبال اهل ژاپن و عضو تیم ملی فوتبال ژاپن است که در تاریخ ۲۰ سپتامبر ۱۹۹۵ میلادی اولین بازی ملی‌اش را انجام داد. او در ۳۵ بازی ملی حضور داشت و آخرین بازی ملی خود را در تاریخ ۲۴ مارس ۲۰۰۱ میلادی انجام داد. شوجی جو در بازی‌های ملی‌اش
۷ گل به ثمر رساند.